# バルディッセーロ・カナヴェーゼ
バルディッセーロ・カナヴェーゼ（伊: Baldissero Canavese）は、イタリア共和国ピエモンテ州トリノ県にある、人口約500人の基礎自治体（コムーネ）。

## 地理

### 位置・広がり

#### 隣接コムーネ
隣接するコムーネは以下の通り。
- カステッラモンテ
- ストランビネッロ
- トッレ・カナヴェーゼ
- ヴィドラッコ
- ヴィストローリオ